# Vlachok
A vlachok (ejtsd: vlahok) népnevet a középkorban Délkelet-Európa különböző országaiban élő összes keleti újlatin nyelveket beszélő népcsoportokra használták a nem ezekhez tartozó népek. Ma is használják a köznyelvben a Balkán-félsziget népei az arománokra, a meglenorománokra, az isztrorománokra és a Szerbiában és Bulgáriában a Timok folyó völgyében élő, a 17. század végén és a 18. század elején a mai Románia területéről odavándorolt népcsoportra. Ugyanígy nevezik az Ukrajnába, Lengyelországba, Szlovákiába és Morvaországba került románok leszármazottait is. Saját magukra ezt a népnevet vették át a meglenorománok, az isztrorománok egy része és a Timok-völgyi „vlachok”, ez utóbbiak akkor, amikor szerbül beszélnek.

Románok és vlachoknak nevezett népcsoportok által beszélt nyelvek

## A vlach népnév
A „vlach” szó a proto-germán *Walkhiskaz szóból ered, melyet egy gall törzs latinul Volcæ alakban fennmaradt nevéből vettek át a germánok, és a keltákra, valamint a latin ajkúakra használtak. Innen erednek a walesiekre használt angol welsh, és a „vallon” népnevek. A görögök Βλάχοι (ejtsd „vláhoj”) alakban vették át a szót, majd innen az óegyházi szláv nyelvbe került „vlach” alakban. A magyar nyelvben innen ered egyrészt a románokra az önálló román állam megalakulásáig használt „oláh” szó, másrészt az „olasz” népnév.
A „vlach” szó különböző nyelvekbéli változataiból ország-, régió-, helység- és családneveket is képeztek, például Wales, Vallónia, Walchensee (tó Németországban), Vlașca (tájegység Romániában), Valašsko (régió Morvaországban), Vlaškovec (falu Horvátországban), több, a Vlaški/a/o melléknévvel kezdődő helységnév Szerbiában és Bosznia-Hercegovinában, Vlahina (macedón nyelven Vlaina, hegység a bolgár–észak-macedón határon), a szerb/horvát Vlašić családnév (pl. Blanka Vlašić) stb. Az egykori Havasalföld neve latinul Valachia volt, amely változatai különböző nyugat-európai nyelvekben is használatosak voltak: (franciául) Valachie, (angolul) Wallachia (németül) Walachei stb.

## Történeti áttekintés
Vlachoknak nevezték a középkorban a Római Birodalom megszállta Balkánon élő rómaiak és a rómaiak által asszimilált trákok és illírek leszármazottait. Itt a vulgáris latin tovább élt a római uralom megszűnése után is, az 5–6. század-ig. A szlávok behatolása nyomán a Balkánra ezeknek a főleg mezőgazdasággal foglalkozó embereknek el kellett hagyniuk gazdaságaikat, és a hegyekbe vonultak állataikkal együtt. Állattartásuk formája a transzhumáló pásztorkodás volt, és ez migrációra késztette őket, jobb helyi körülmények keresése céljából. A vlachok a középkorban végig megtalálhatók voltak az egész Balkán-félszigeten, főleg állattartói minőségben – olyannyira, hogy a vlach elnevezést használták immár nemcsak az újlatin nyelveket beszélőkre, hanem a más népekhez tartozó pásztorokra is. A pásztorkodáshoz kötődött a tejtermékek készítése, melyeket már bizánci források is csemegeként említettek. Híresek voltak szőtteseik is, és ismert fuvarosok is voltak.
A 10. századtól kezdve vándorlásaik miatt több népességre oszlottak, és nyelvük is több idiómára oszlott.
Egyik águk, az arománok, Albániában, Görögországban, a Píndosz-hegységben, Makedóniában és Thesszáliában éltek, és délen a mai Etoloakarnanía prefektúráig értek. Thesszáliában olyan jelentős volt ez a népesség, hogy 11. századbeli dokumentumok Vlachiának nevezték a régiót. Ennek a népcsoportnak városi lakossága is volt. A mai Albániában Voskopoja jelentős gazdasági, kulturális és vallási központjuk volt a 17–18. században, de 1788-ban a törökök teljesen lerombolták. Könyveket is nyomtattak ott aromán nyelven, görög ábécével. Annak ellenére, hogy a nyelvet nem sztenderdizálták, az írásbelisége a 21. században is megvan.

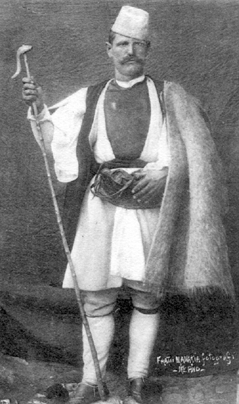
Görögországi aromán pásztor 1900-ban

Egy másik águk, a kutatók által meglenorománoknak nevezettek, a Bulgáriai Rodope hegységtől délre kerültek. Kisebb számban voltak, mint az arománok, de valószínűleg elég nagy lehetett politikai befolyásuk, hiszen a Második Bolgár Birodalom hivatalosan Bolgár és Vlach Birodalomként volt ismeretes.
A nyugat felé lassan haladó vlachokról több forrás is van. Ezek szerint kapcsolatokat tartottak fenn Kotorral és Dubrovnikkal, sózott sertéshúst adva el az ottani hajósoknak, és legeltették állataikat. Konfliktusaik is voltak más városokkal, melyek környékéről több-kevesebb sikerrel próbálták őket eltávolítani. Például ezt tette a magyar király 1379-ben Szebenikó esetében vagy a horvát bán Traura vonatkozóan. Ezeket a vlachokat bizánci dokumentumok Μαυρόβλαχοι-nak (Mavróvlahoj), azaz „fekete vlachok”-nak nevezték, amely elnevezés a dalmáciai latin nyelvű dokumentumokban Moroulahi, Morovlachi, Moroblachi, Morolachi, Morlachi vagy Murlachi lett, majd az olasz nyelvűekben Morlacchi, a szerb és a horvát nyelvűekben pedig Morlaci. Magyarul „morlákok” a megfelelője. Ezek egy része beolvadt a délszláv népességbe, más része pedig az Isztriai-félszigetig jutott, és ott telepedett le a 14–15. században. Őket nevezték el a kutatók isztrorománoknak, akik beolvadása itt folytatódott, de egy kis részük a 21. században is megtartja identitását és újlatin nyelvét.
A Balkánról vlachok észak felé is vették útjukat, a 11–12. században a későbbi Havasalföldön telepedtek le, Erdélybe pedig legkorábban a 12. század végén érkeztek kisebb számban, majd a 14. században betelepedésük felgyorsult, és a 17. század végére lettek a tartomány legnagyobb lélekszámú etnikai csoportja. Ezzel ellentétben a román történészek hagyományosan a dák–római folytonosság elméletének a hívei, mely szerint úgy a Dunától északra, mint az attól délre eső területek lakossága romanizálódott, és a dák–római lakosság nem hagyta el Daciát a római hatalom visszavonulása után. Annyi bizonyos, hogy miután 271-ben a Római Birodalom lemondott Daciáról, ez a terület mindenféle szervezett állami struktúra nélkül maradt, és sorra követték egymást rajta gótok, hunok, gepidák, avarok, szlávok, besenyők, kunok.
Györffy György szerint az 1173 körüli időkre, III. Béla király uralkodásának kezdetére tehető a vlach lakosság betelepítése Erdélybe a Balkánról. A könnyű fegyveres, mokány lovakat használó vlachokat – juhpásztor életmódjukat figyelembe véve – a déli határ hegyeinek őrzésére, figyelésére telepítették elszórtan az Olt áttörésétől nyugatra, a Szebeni-havasok alá, besenyőkkel vegyesen. Ez a vidék ezentúl a silva Blacorum et Bissenorum (a vlachok és a besenyők erdeje) nevet kapta. A szorostól keletre, a Fogarasi-havasok aljára összefüggő népcsoportban telepedtek le. Ez utóbbi vidék külön jogállású lett terra Blacorum (vlachföld) néven, és utóbb belőle Fogarasföld fejlődött ki. A vlachok mindkét területen átvették a betelepítésük előtt már meglévő magyar és szász falvak nevét. A vlachok 1210-ben a szebeni ispán alá tartoztak, ő vezette hadba az ispánság területén lakó szászokat, székelyeket, vlachokat és besenyőket. A vlachok papjai a bolgár-szláv rítust követték. Püspökük az óhazában a macedóniai Nagy Valachiában székelt és az ohridi pátriárka alá tartozott.
A Dunától északra levő területeken élő vlachok, akiket a román kutatók dákorománoknak neveztek el, az egyetlen olyan águk, amely államokat alapított, Havasalföldet és Moldvát, a 14. században.
Észak felé a Moldvából és Erdélyből származó vlachok elértek az Északi Kárpátokba, ruszinok, szlovákok, morvák és lengyelek lakta területekre, ahol viszonylag gyorsan olvadtak be a helyi lakosságba. Erről a betelepedésről a legkorábbi források a 14. századból valók.
Jóval később, a 17. században (a szó eddig ismertetett jelentésétől eltérően) „vlachok”-nak nevezték a Luganói-tó és a Comói-tó vidékéről a Habsburg Birodalomba települő olaszokat. Ezek a „vlachok” főleg Prágában, a várban és a Kisoldal felső, a várral határos részén telepedtek le, amiért is ezt a városrészt akkoriban „Vlašský”-nak hívták.

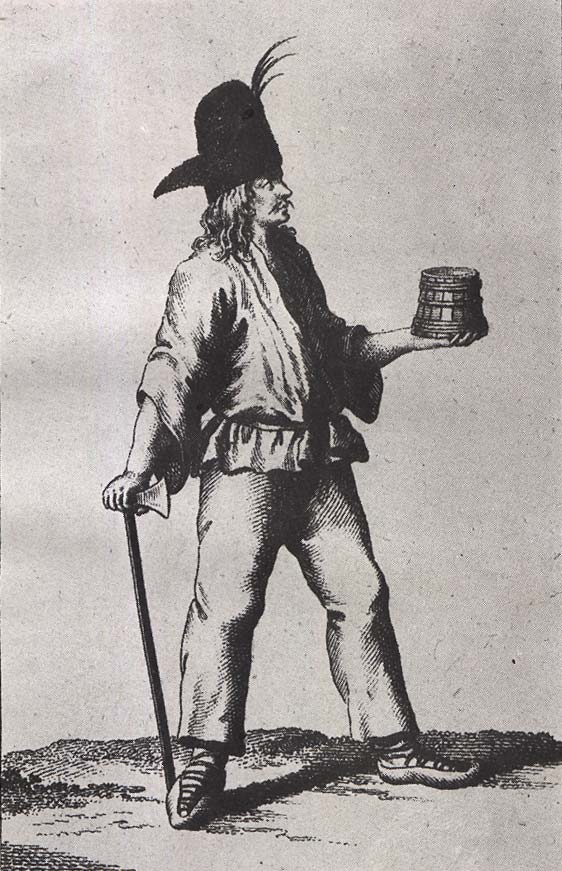
Morvaországi vlach pásztor 1789-ben

### A vlach jog
A vlach települések léte szorosan kötődött az ún. „vlach joghoz”. Ez szabályozta a vlachok és azon földek tulajdonosai közötti viszonyokat, amelyeken éltek és/vagy tevékenykedtek. A legrégibb erre vonatkozó dokumentumok a 14. századból maradtak fenn, de nincsenek adatok a vlach jog eredetéről. Annyi ismeretes, hogy mindenütt alkalmazták, ahol vlachok éltek, és régióktól függően eltérő elemei is voltak, de mindenütt három fő elem jellemezte:
- A vlachoknak joguk volt szabadon mozogni és fegyvert viselni, néhol vadászni is.
- Nem voltak kötelesek, vagy csak minimális mértékben, a föld tulajdonosának robotolni. Az állattartás termékeivel vagy pénzzel adóztak neki.
- Országoktól függő formákban katonai kötelezettségeik voltak.

Egy vlach jogra vonatkozó dokumentum 1474. március 31-én, Rózsahegyen keltezett, és Mátyás király pecsétjével ellátott levél. Ebben egy vlach küldöttség kérésére a király megerősítette a vlachok hagyományos jogait, de ugyanakkor kötelezettségeit is. Ezek szerint anyagiakon kívül azzal is tartoztak, hogy, mivel fegyvert viselhettek, védjék az utakat a rablóktól, utasoknak biztosítsanak fegyveres védelmet annak a nemesnek a parancsára, aki birtokán éltek, és szükség esetén harcosokként álljanak a rendelkezésére annyi napra, amennyire megkövetelte.
A vlach jog alapja lett a hegyi települések létrehozásának általában, etnikumtól függetlenül, majd a határokat védő nem csak hegyi katonai településekének is.
Már a Balkánon létrejött a vlachoknál a kenézség intézménye, és a vlach jog értelmében a vlach településeket kenézek vezették. A település lakói termékekkel tartoztak nekik, és a kenézségi jog osztható, eladható és örökölhető volt. Helyzetüknek köszönhetően a vlachok tehetősebb és előkelőbb rétegévé váltak. Galíciában kedvező anyagi helyzetük és tudásuk képessé tette őket új települések szervezésére, de azt is elérték például, hogy helyi ortodox templomokban családjaik egyes tagjaiból papok legyenek.
A Nyugat-Balkánon a vlachok társadalmának alapegysége a katun volt, amely több tucat, főleg egymással rokonsági viszonyban álló háztartásból tevődött össze. Ezt egy katunar-nak nevezett idősebb ember vezette. Többek között neki kellett biztosítania katonák állítását a katun-ból és vezetni őket a harcokban. Több katunar önkormányzati szervet alkotott. Egy ilyen egység élére a helyi uralkodó nevezett ki a katunar-ok közül kenézt, aki biztosította a katun-csoport és az uralkodó közötti kapcsolatot, és bíráskodott is az egység tagjai fölött. Az uralkodó vajdát is kinevezett a katunar-ok közül egy nagyobb vlach csoport élére.

## A vlachoknak nevezett népcsoportok
Görögországban az ott élő arománokat és meglenorománokat nevezik Βλάχοι-nak görögül. Önmagukra az arománok dialektustól függően az armãnj vagy rãmãnj nevet használják. A meglenorománok átvették az idegen nevet vlaș alakban (egyes számban vla vagy vlau̯).
Albániában is élnek arománok, akik neve albánul a köznyelvben vllahët, de hivatalosan az utóbbi időben arumune.
A Szerbiai arománoknak szerbül Cincari vagy Vlasi (egyes számban Vlah) a nevük. Megtéveszthető lehet az, hogy Vlasi a neve a Kelet-Szerbiában élő, a mai Románia területéről odakerülteké is. Ezek magukat nyelvükön rumâni-nak nevezik. Ennek a népcsoportnak tagjai és arománok élnek Bulgáriában is, és itt is vlachnak nevezik mindkét népcsoportot.
Észak-Macedóniában élnek arománok és meglenorománok, mindkét népcsoport hivatalosan Vlasi névvel.
Horvátországban isztrorománok élnek. A horvátok Ćiribirci, Ćići vagy Vlasi néven beszélnek róluk. A népcsoport egyik része az utóbbi szót használja saját megnevezésére vlåš (egyes száma vlåh) alakban, a másik pedig az egyetlen olyan helység (Žejân, horvátul Žejane) nevéből képezi, ahol él: žejånci.

### Nyelvük

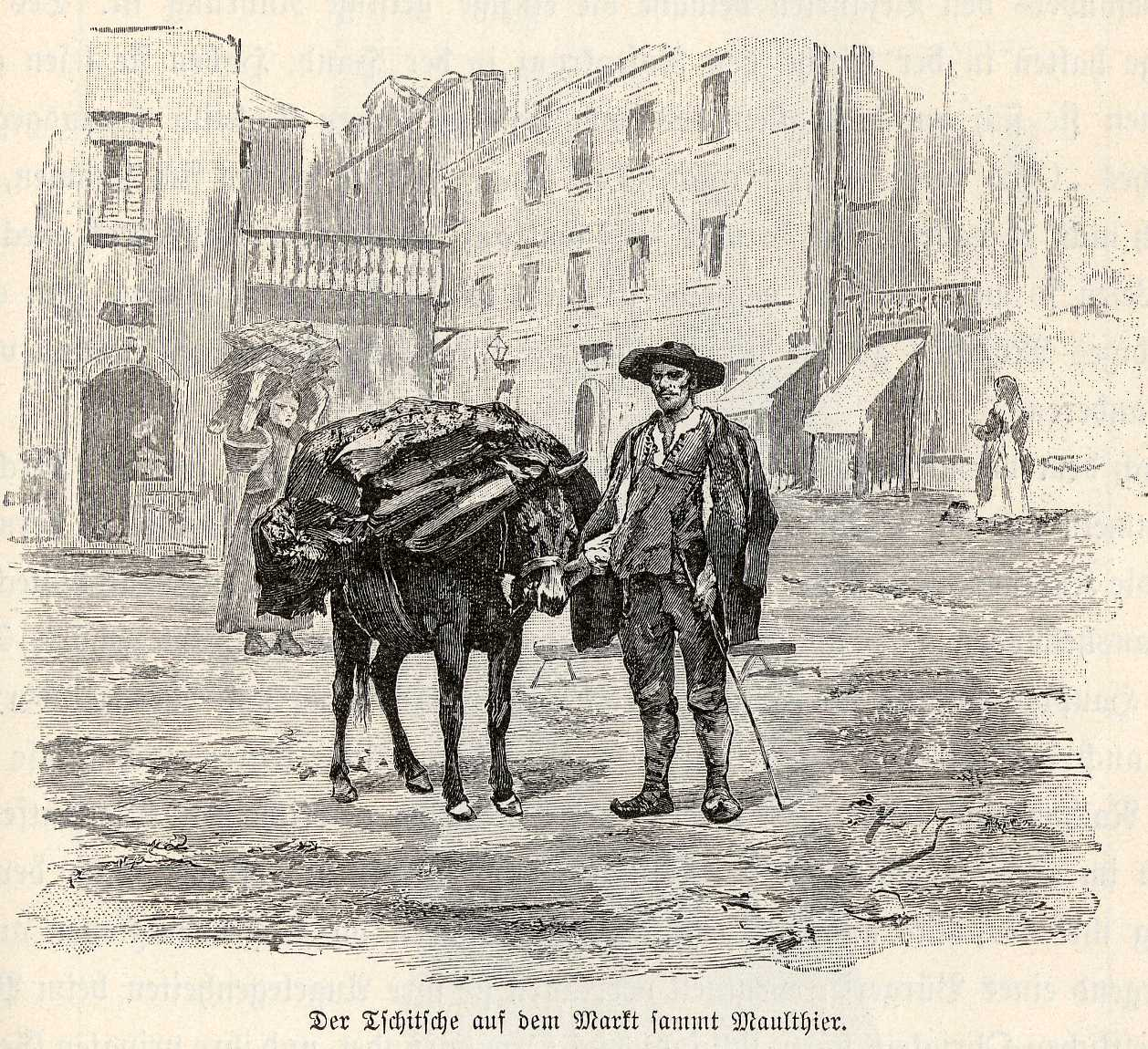
Isztroromán férfi a 19. század vége felé

A ma vlachoknak nevezett népcsoportok keleti újlatin nyelveket beszélnek, amennyiben nem veszítették el nyelvüket, mivel a történelem során többségüket beolvasztotta a többségi lakosság, és ez a folyamat a 20. században rendkívül felgyorsult. A középkor óta a Dunától délre élők nyelvei az aromán, a meglenoromán, illetve az isztroromán. A Timok völgyében, Szerbiában és Bulgáriában élők a román nyelv nyelvjárásait beszélik, az Északi Kárpátokban pedig már nem beszélik az eredeti nyelvüket, csupán hagyományaik terén maradt meg néhány román szó szláv nyelvjárásaikban.
Az aromán nyelv, úgy mint a meglenoromán és az isztroromán is jelen vannak A világ veszélyeztetett nyelveinek UNESCO atlasza című kiadványban. Az első veszélyeztetett, a többi kettő pedig komolyan veszélyeztetett.

### Vallásuk
A Balkánon a vlachoknak nevezett népcsoportok többsége ortodox vallású, annak ellenére, hogy azok a régiók, amelyekben éltek, az Oszmán Birodalom uralma alatt voltak. Csupán az egyik meglenoromán falu lakosai tértek át az iszlámra a 17. század vége felé. Az isztrorománok eleinte ortodoxok voltak, majd római katolikusok lettek. Az Északi Kárpátokban vannak ortodox, görög-katolikus és római katolikus vlach származásúak is.

### Létszámuk

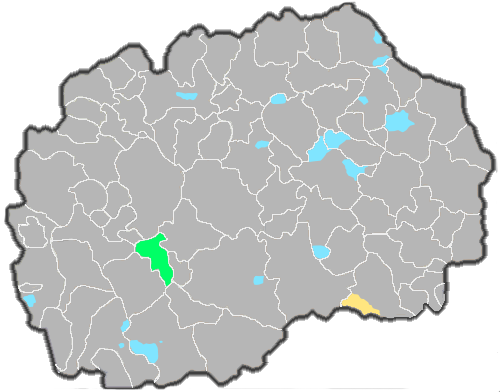
Arománok és meglenorománok a Észak-Macedóniában:
Kruševo város, ahol az aromán lakosok aránya eléri a 20%-ot, tehát az aromán nyelv is hivatalos
Arománok által is lakott helységek
Meglenorománok által is lakott helység

A vlachoknak nevezett népcsoportok lélekszámát csak becsülni lehet, mivel csupán egyes országok népszámlálási adataiban szerepelnek külön.
Különböző források szerint az arománok legkisebb becsült száma 88 000, a legnagyobb pedig 1 918 000:
- Görögországból nincsenek pontos adatok. Becsült számuk 200 000–1 200 000.[31]
- Romániában, ahova menekültekként kerültek a két világháború között, ugyancsak nem szerepelnek külön a statisztikákban. Itt a hivatalos becsült számuk 28 000, a nem hivatalos pedig 70 000 és 200 000 közötti.[32]
- Csak Albániában jelennek meg arumune néven a 2011-es népszámlálás adataiban (8266),[23] de becsült számuk 50 000–400 000.[31]
- Észak-Macedóniában 2002-ben 9695 vlachot számoltak össze, arománokat és meglenorománokat együtt,[33] miközben az itteni arománok becsült száma 100 000.[31]
- Szerbiában 35 330 vlach szerepel a statisztikai adatokban,[34] de ezek közül nem tudni, hány az aromán és hány a Timok-völgyi „vlach”. Cincar-oknak csak 243-an vallják magukat,[35] miközben becsült számuk 15 000.[31]
- Bulgáriában is ugyanez a helyzet. 3684 vlach jelenik meg a statisztikában,[36] az arománok becsült száma pedig 2000–3000.[31]

Arománok élnek még nyugati országokban is bevándoroltakként vagy ezek leszármazottaiként. Erről tanúskodnak az USA-ban, Ausztráliában, Németországban és Franciaországban működő szervezeteik.
A meglenorománok száma sokkal kisebb az arománokénál, és sehol sincsenek nyilvántartva külön népcsoportként. Számukat összesen 8800-ra becsülik (5500 Görögországban és Észak-Macedóniában, 2500 Romániában, 805 Törökországban). Romániába menekültekként kerültek a két világháború között, Törökországba pedig vallásuk miatt, lakosságcsere útján Görögországgal, 1923-ban.
Isztrorománok néhány százan Horvátországban, az Isztriai-félsziget néhány falvában élnek, és néhány százan nyugati emigrációban.
Az Északi Kárpátokban élő vlachok leszármazottairól nincs semmiféle számadat.

### Jogi helyzetük
| 1-5% 5-10% 10-15% | 15-25% 25-35% 35%-on felül |

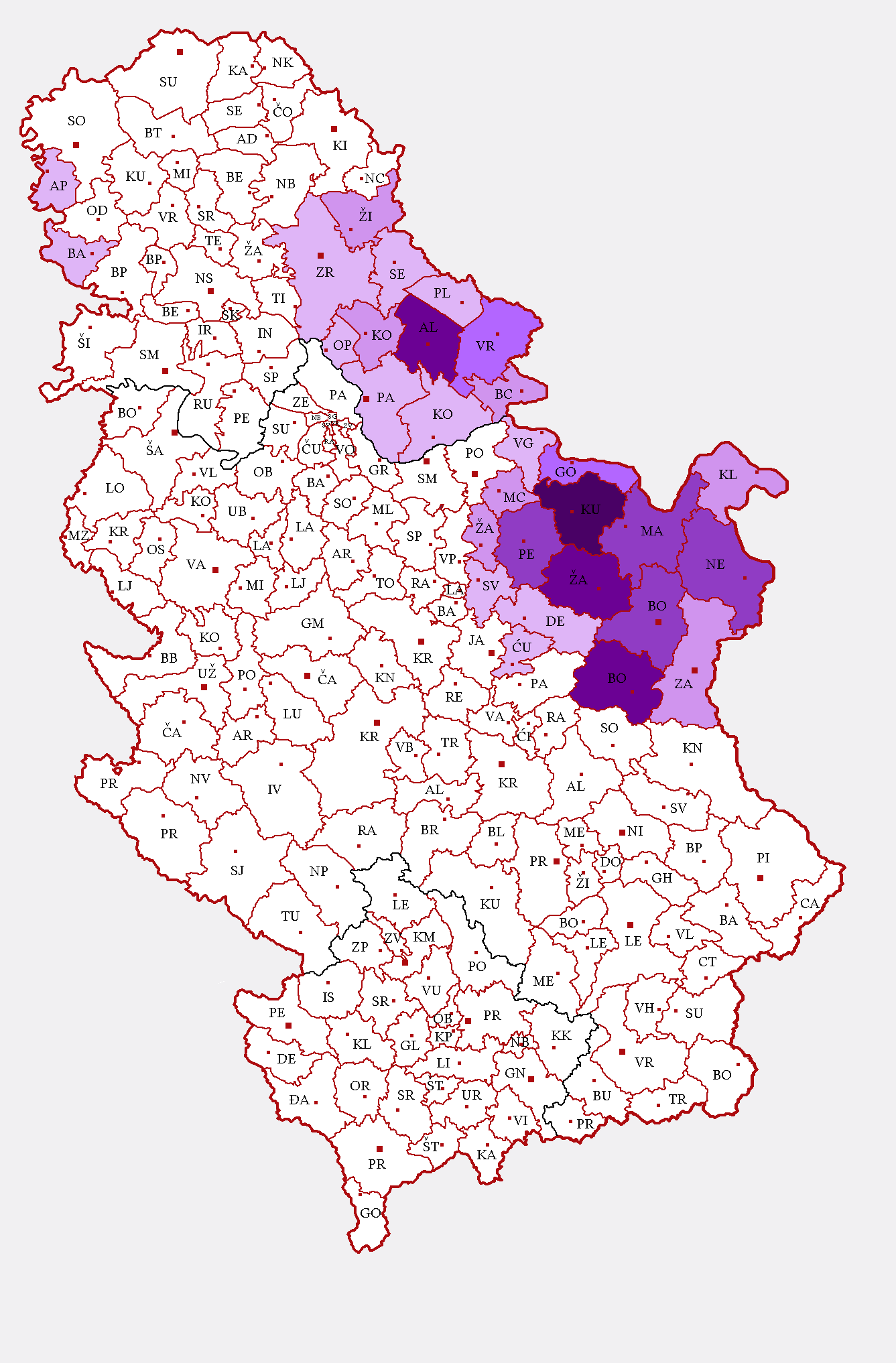
Románok (az északabbi színes tömbben) és vlachoknak nevezettek (a délebbi tömbben) Szerbiában a 2002-es népszámlálás adatai szerint, valamint számarányuk a helységek összlakosságában

A 20. század 90-es éveiig az arománoknak, meglenorománoknak és isztrorománoknak nem volt semmiféle jogi státuszuk mint népcsoportoknak. Román állami támogatással voltak ugyan kísérletek saját oktatásuk és egyházi életük kialakítására, de az is többnyire román nyelven történt, mivel csak aromán nyelvű irodalom létezett, az is sztenderd nyelvváltozat nélkül. 1862 és 1912 között a meglenorománok görögországi falvaiban volt szórványosan román és/vagy aromán nyelvű oktatás és román nyelvű istentiszteletek görög nyelvűek mellett vagy helyett. Az 1864–1945-ös időszakban volt többnyire román nyelvű oktatás aromán helységekben is, főleg Görögországban. Isztriában csak 1921 és 1925 között volt isztroromán és román nyelvű oktatás, amelyet egy Romániában képzett tanító szervezett, aki ugyanakkor az isztroromán falvak legnagyobb részét tömörítő község polgármestere is volt.
1990 után kezdődtek törekvések a vlachoknak nevezett népcsoportok nemzetiségekkénti elismerésére, több-kevesebb sikerrel, népcsoporttól és országtól függően. Ez abban tükröződik elsősorban, hogy szerepelnek-e vagy nem a népszámlálási adatokban, és hogy elismerik-e vagy nem nyelvület kisebbséginek a helyi törvényekben és/vagy a Regionális vagy Kisebbségi Nyelvek Európai Kartája aláírásával és ratifikálásával.
Az arománoknak két országban van nemzeti kisebbségi státuszuk:
- Észak-Macedóniában 2001 óta Vlasi néven a meglenorománokkal együtt nemzeti kisebbségként ismeri el őket az ország alkotmánya, és a nyelvük hivatalos azokban a helységekben, ahol számuk eléri a lakosság 20%-át.[46]
- Albániában az arománokat 2017. október 13 óta ismerik el nemzeti kisebbségként, arumune elnevezéssel.[47]

Az isztrorománok nyelve elismert kisebbségi nyelv, mivel Horvátország aláírta és ratifikálta az erre vonatkozó kartát, és megnevezte az isztrorománt az ehhez hozzáadott nyilatkozatban.
Szerbiában a köznyelvben vlachoknak nevezettek helyzete különös. Közöttük vannak arománok és Timok-völgyi „vlachok” is. Az előbbieknek nincs semmilyen státuszuk, hacsak az nem, hogy Cincari-nak vallhatják magukat a népszámlálások alkalmával. Az utóbbiak hivatalosan Vlasi-nak és más nemzetiségűeknek tekintettek, mint a vajdasági románok, bár a második világháború előtt románokként voltak jelen a népszámlálási adatokban, és csak 1948 óta vlachokként. Mindenesetre nem volt sem oktatás, sem egyházi élet a nyelvükön, ezért a szerbekkel való asszimilációjuk viszonylag előrehaladott. Nyelvjárásaikat is külön nyelvnek tekintik hivatalosan, és vlach nyelvként jelentették be mint elismert kisebbségi nyelvet, a román mellett. Az országban több vlach szervezet van, és két irányzat rajzolódott ki közöttük. Az egyiket például a Nacionalni Savet Vlaha (Vlachok Nemzeti Tanácsa) képviseli, amely külön nemzetiségnek tekinti a vlachokat, és elhatározta az ún. vlach sztenderd nyelvváltozat elkészítését. Más szervezetek románoknak tartják a vlachokat, mint például a Zajednica Vlaha Srbije (Szerbiai Vlachok Szövetsége).

## Egyéb külső hivatkozások
- (angolul) Consillu Makedonarmânjloru (Arománok Tanácsa) – arománok nemzetközi szervezete. Hozzáférés: 2017. május 22.
- Der letzte Pelikan (meglenorománokról szóló dokumentumfilm bemutatója). Hozzáférés: 2017. május 22.
- (több nyelven) Istro-Romanian Community Worldwide (Isztroromán közösség világszerte). Hozzáférés: 2017. május 22.